# Ban Chấp hành Trung ương Đảng Cộng sản Cuba khóa I
Đại hội Đảng Cộng sản Cuba I đã bầu ra Ban Chấp hành Trung ương khoá I (1975-1980) gồm 111 ủy viên chính thức và 14 ủy viên dự khuyết.

## Ủy viên chính thức
| STT | Họ và tên                         |
| --- | --------------------------------- |
| 1   | Fidel Castro Ruz                  |
| 2   | Raúl Castro Ruz                   |
| 3   | Juan Almeida Bosque               |
| 4   | Osvaldo Dorticós Torrado          |
| 5   | Guillermo García Frías            |
| 6   | Armando Hart Dávalos              |
| 7   | Ramiro Valdés Menéndez            |
| 8   | Sergio del Valle Jiménez          |
| 9   | Blas Roca Calderío                |
| 10  | José Ramón Machado Ventura        |
| 11  | Carlos Rafael Rodríguez Rodríguez |
| 12  | Pedro Miret Prieto                |
| 13  | Arnaldo Milian Castro             |
| 14  | Isidoro Malmierca Peoli           |
| 15  | Jorge Risquet Valdés-Saldaña      |
| 16  | Antonio Pérez Herrero             |
| 17  | Raúl García Pelaéz                |
| 18  | José Abrantes Fernández           |
| 19  | Harold Ferrer Martínez            |
| 20  | Rogelio Acevedo González          |
| 21  | Rafael Francia Mestre             |
| 22  | Armando Acesia Cordero            |
| 23  | Calixto García Martínez           |
| 24  | Severo Aguirre del Cristo         |
| 25  | Julio A. García Olivera           |
| 26  | José M. Alvarez Bravo             |
| 27  | Pedro M. García Peláez            |
| 28  | José A. Arteaga Hernández         |
| 29  | Rigoberto García Fernández        |
| 30  | Emilio Aragonés Navarro           |
| 31  | Elena Gil Izquierdo               |
| 32  | José Ramón Balaguer Cabrera       |
| 33  | Ladislao González Carvajal        |
| 34  | Sixto Batista Santana             |
| 35  | Fabio Grobart                     |
| 36  | Flavio Bravo Pardo                |
| 37  | Pedro Guelmes González            |

| STT | Họ và tên                       |
| --- | ------------------------------- |
| 38  | Julio Camacho Aguilera          |
| 39  | Nicolás Guillén Batista         |
| 40  | Miguel José Cano Blanco         |
| 41  | Raúl Guerra Bermejo             |
| 42  | José Felipe Carneadlo Rodríguez |
| 43  | Secundino Guerra Hidalgo        |
| 44  | Senén Casas Regueiro            |
| 45  | Alfonso R. Hodge Farguharson    |
| 46  | Belarmino Castilla Mas          |
| 47  | Ornar H. Iser Mojena            |
| 48  | Lino Carreras Rodríguez         |
| 49  | Reinerio Jiménez Lage           |
| 50  | Reynaldo Castro Yedra           |
| 51  | Rolando Kindelán Bles           |
| 52  | Osmany Cienfuegos Gorriarán     |
| 53  | César Lora Reselló              |
| 54  | Leopoldo Cintra Frías           |
| 55  | Jorge Lezcano Pérez             |
| 56  | Abelardo Colomé Ibarra          |
| 57  | Arturo Once González            |
| 58  | Jaime Crombet Hernández Baquero |
| 59  | Emilio Loo Hernández            |
| 60  | Raúl Curbelo Morales            |
| 61  | Antonio Enrique Lussón Batlle   |
| 62  | Joel Chaveco Hernández          |
| 63  | Juan Marinello Vidaurreta       |
| 64  | Faure Chomón Mediavilla         |
| 65  | Zoilo Marinello Vidaurreta      |
| 66  | Manuel Díaz González            |
| 67  | Facundo Martínez Villant        |
| 68  | Joel Domenech Benítez           |
| 69  | José Joaquín Méndez Cominches   |
| 70  | Luis Orlando Domínguez Muñiz    |
| 71  | Jorge Enrique Mendoza Reboredo  |
| 72  | Vilma Espín                     |
| 73  | Alfredo Menéndez Cruz           |
| 74  | Pilar Fernández Alvarez         |

| STT | Họ và tên                    |
| --- | ---------------------------- |
| 75  | Raúl Menéndez Tomassevich    |
| 76  | José Ramón Fernández Alvarez |
| 77  | Jesús Montané Oropesa        |
| 78  | Mario Oliva Pérez            |
| 79  | José A. Naranjo Morales      |
| 80  | Filiberto Olivera Moya       |
| 81  | Arnaldo Ochoa Sánchez        |
| 82  | Ramón Pardo Guerra           |
| 83  | Humberto Pérez González      |
| 84  | Faustino Pérez Hernández     |
| 85  | Manuel Piñeiro Losada        |
| 86  | Carlos Pis Delgado           |
| 87  | José Ramírez Cruz            |
| 88  | Abárcelo Fernández Font      |
| 89  | Julián Rizo Álvarez          |
| 90  | Raúl Roa García              |
| 91  | Asela de los Santos Tamayo   |
| 92  | Héctor Rodríguez Llompart    |
| 93  | José R. Silva Berroa         |
| 94  | Pedro Rodríguez Peralta      |
| 95  | Lionel Soto Prieto           |
| 96  | Orlando Rodríguez Puerta     |
| 97  | Diocles Torralba González    |
| 98  | Ursinio Rojas Santiesteban   |
| 99  | Felipe Torres Trujillo       |
| 100 | Ulises Rosales del Toro      |
| 101 | Raúl Valdés Vivó             |
| 102 | Irving Ruiz Brito            |
| 103 | Fernando Vecino Alegret      |
| 104 | Celia Sánchez Manduley       |
| 105 | Roberto Veiga Menéndez       |
| 106 | Haydée Santamaría Cuadrado   |
| 107 | Aníbal Velaz Suárez          |
| 108 | Aldo Santamaría Cuadrado     |
| 109 | Roberto Viera Estrada        |
| 110 | René de los Santos Ponce     |
| 111 | Luis Alfonso Zayas Ochoa     |

## Ủy viên dự khuyết
| STT | Họ và tên                      |
| --- | ------------------------------ |
| 1   | Mario Julio Arredondo O´Reilly |
| 2   | Electra Fernández López        |
| 3   | Joaquín Bernal Camero          |
| 4   | Rosario Fernández Perera       |
| 5   | Thelma Bornot Pubillones       |

| STT | Họ và tên                   |
| --- | --------------------------- |
| 6   | Serafín Fernández Rodríguez |
| 7   | Francisco Cabrera González  |
| 8   | José A. Gutiérrez Muñiz     |
| 9   | Dora Coreano Araujo         |
| 10  | Francisco Pérez Olivera     |

| STT | Họ và tên                 |
| --- | ------------------------- |
| 11  | Julio Casos Resueno       |
| 12  | Diocles Torralba González |
| 13  | José L Cuza Téllez Simón  |
| 14  | Felipe Torres Trujillo    |

## Ủy viên Bộ Chính trị
| Đại hội Đảng Cộng sản Cuba lần thứ 1(1975) | Đại hội Đảng Cộng sản Cuba lần thứ 1(1975) | Đại hội Đảng Cộng sản Cuba lần thứ 1(1975)                                                                                                  | Đại hội Đảng Cộng sản Cuba lần thứ 1(1975) |
| Thứ tự                                     | Tên                                        | Chức vụ Đảng và Nhà nước | Ghi chú khác                               |
| ------------------------------------------ | ------------------------------------------ | --- | ------------------------------------------ |
| 1                                          | Fidel Castro Ruz                           | Bí thư thứ nhất Thủ tướng Cuba (tới năm 1976) Chủ tịch Hội đồng Bộ trưởng (từ năm 1976) Chủ tịch Hội đồng Nhà nước (từ năm 1976)            |                                            |
| 2                                          | Raúl Castro Ruz                            | Bí thư thứ 2 Phó Chủ tịch thứ nhất Hội đồng Nhà nước và Hội đồng Bộ trưởng (từ năm 1976) Bộ trưởng Bộ các lực lượng vũ trang cách mạng Cuba |                                            |
| 3                                          | Juan Almeida Bosque                        | Phó Chủ tịch Hội đồng Nhà nước (từ năm 1976)                                                                                                |                                            |
| 4                                          | Osvaldo Dorticós Torrado                   | Chủ tịch nước Cuba (tới năm 1976) Phó Chủ tịch Hội đồng Bộ trưởng (từ năm 1976)                                                             |                                            |
| 5                                          | Guillermo García Frías                     | Phó Chủ tịch Hội đồng Nhà nước và Hội đồng Bộ trưởng (từ năm 1976) Bộ trưởng Bộ Giao thông vận tải                                          |                                            |
| 6                                          | Armando Hart Dávalos                       | Bộ trưởng Bộ Văn hóa (từ năm 1976) |                                            |
| 7                                          | Ramiro Valdés Menéndez                     | |                                            |
| 8                                          | Sergio del Valle                           | Bộ trưởng Bộ Nội vụ |                                            |
| 9                                          | Blas Roca                                  | Chủ tịch Quốc hội (từ năm 1976) |                                            |
| 10                                         | José Ramón Machado Ventura                 | |                                            |
| 11                                         | Carlos Rafael Rodríguez                    | Phó Chủ tịch Hội đồng Nhà nước (từ năm 1976)                                                                                                |                                            |
| 12                                         | Pedro Miret                                | |                                            |
| 13                                         | Arnaldo Milian Castro                      | |                                            |

## Ủy viên Ban Bí thư
1. Fidel Castro Ruz
2. Raúl Castro Ruz
3. Blas Roca Calderío
4. Carlos Rafael Rodríguez
5. Pedro Miret Prieto
6. Isidoro Malmierca Peolí
7. Jorge Risquet Valdés-Saldaña
8. Antonio Pérez Herrero
9. Raúl García Peláez